# Triaenopodium shibai
Triaenopodium shibai is een hooiwagen uit de familie Trionyxellidae.